# Mateen Cleaves
Mateen Cleaves (Flint, 7 de setembro de 1977) é um ex-jogador norte-americano de basquete profissional que atuou na  National Basketball Association (NBA). Foi o número 14 do Draft de 2000.